# Affare dei veleni
L'affare dei veleni fu uno scandalo verificatosi a Parigi nel XVII secolo, durante il regno di Luigi XIV. Tra il 1677 e il 1682, un discreto numero di eminenti membri dell'aristocrazia fu implicato e condannato con l'accusa di avvelenamento e stregoneria: lo scandalo coinvolse anche la cerchia ristretta del sovrano e portò all'esecuzione di trentasei persone.

## Storia
Nel 1672, alla morte dell'ufficiale di cavalleria Godin de Saint-Croix, furono scoperti nei suoi incartamenti alcuni scritti che accusavano la sua amante Marie-Madeleine d'Aubray, marchesa di Brinvilliers, di aver avvelenato con l'acqua tofana il proprio padre, i due suoi fratelli e sua sorella per impadronirsi delle loro parti di eredità. Le accuse furono trovate in un diario di Saint-Croix e inizialmente la nobildonna fuggì in un convento per avere protezione legale, in quanto all'epoca i luoghi di culto non godevano dell'estradizione. Sembra che però una notte uscì per concedersi un incontro amoroso e fu catturata dalle guardie del re. La marchesa di Brinvilliers fu sottoposta a processo e giustiziata nel 1676.

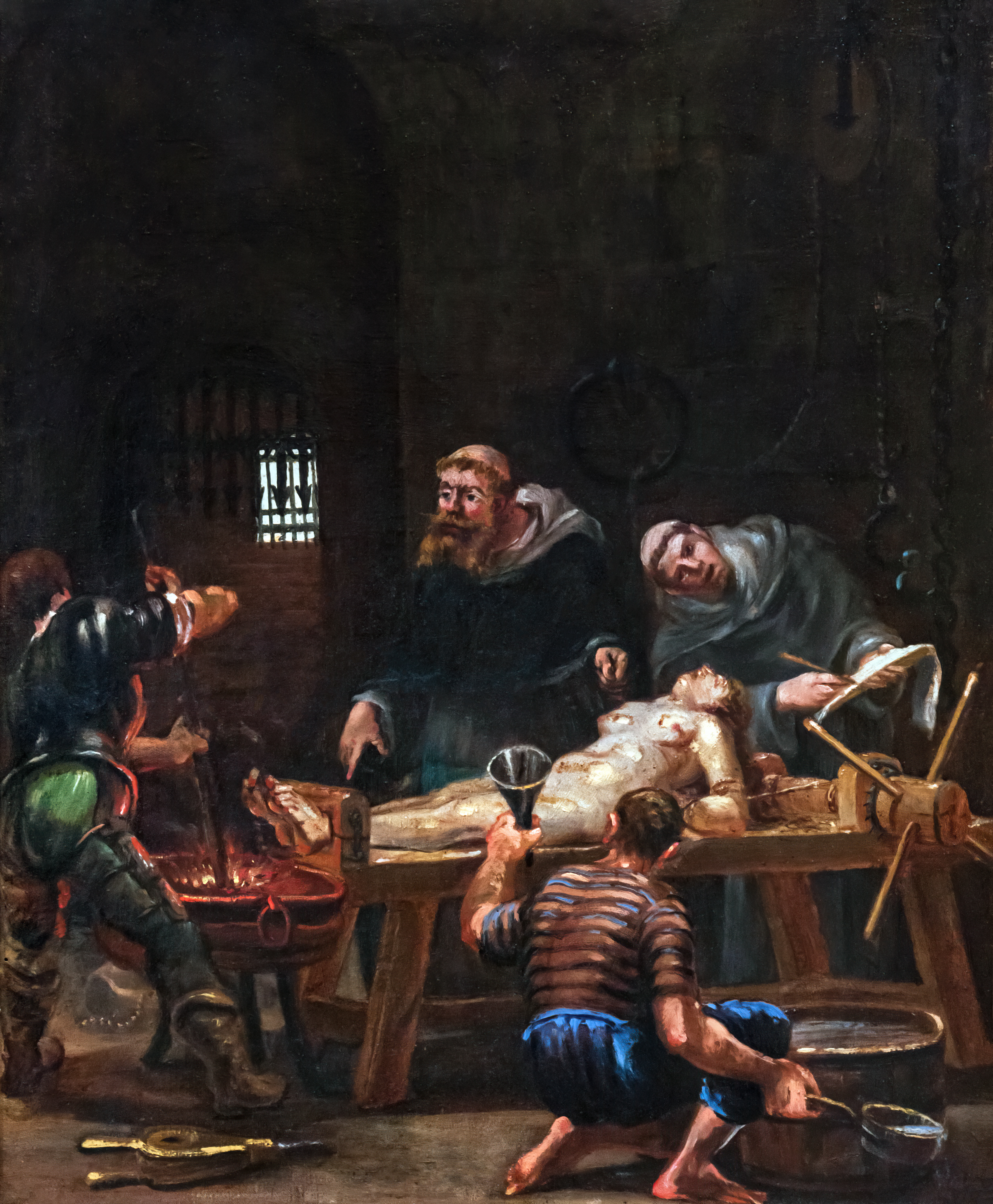
La marchesa di Brinvilliers Marie-Madeleine d'Aubray viene sottoposta alla tortura dell'acqua

Nell'anno successivo (1677) l'inchiesta svelò che una certa Marie Bosse aveva fornito dei veleni ad alcune mogli di diversi membri del Parlamento francese, le quali volevano sbarazzarsi dei rispettivi mariti. Marie Bosse denunciò a sua volta la fattucchiera di corte ed avventuriera Catherine "La Voisin" Deshayes assieme ad altre persone, tra cui un certo Adam Lesage.
Gabriel Nicolas de la Reynie, capo della polizia di Francia, chiese ai suoi agenti di battere a tappeto il quartiere parigino di Saint-Denis dove vi era un'altissima concentrazione di fattucchieri e praticanti del paganesimo. Gli arresti portarono a galla commerci sordidi e tanti nomi dell'alta nobiltà che ricorrevano al veleno per eliminare pretendenti o mariti violenti.

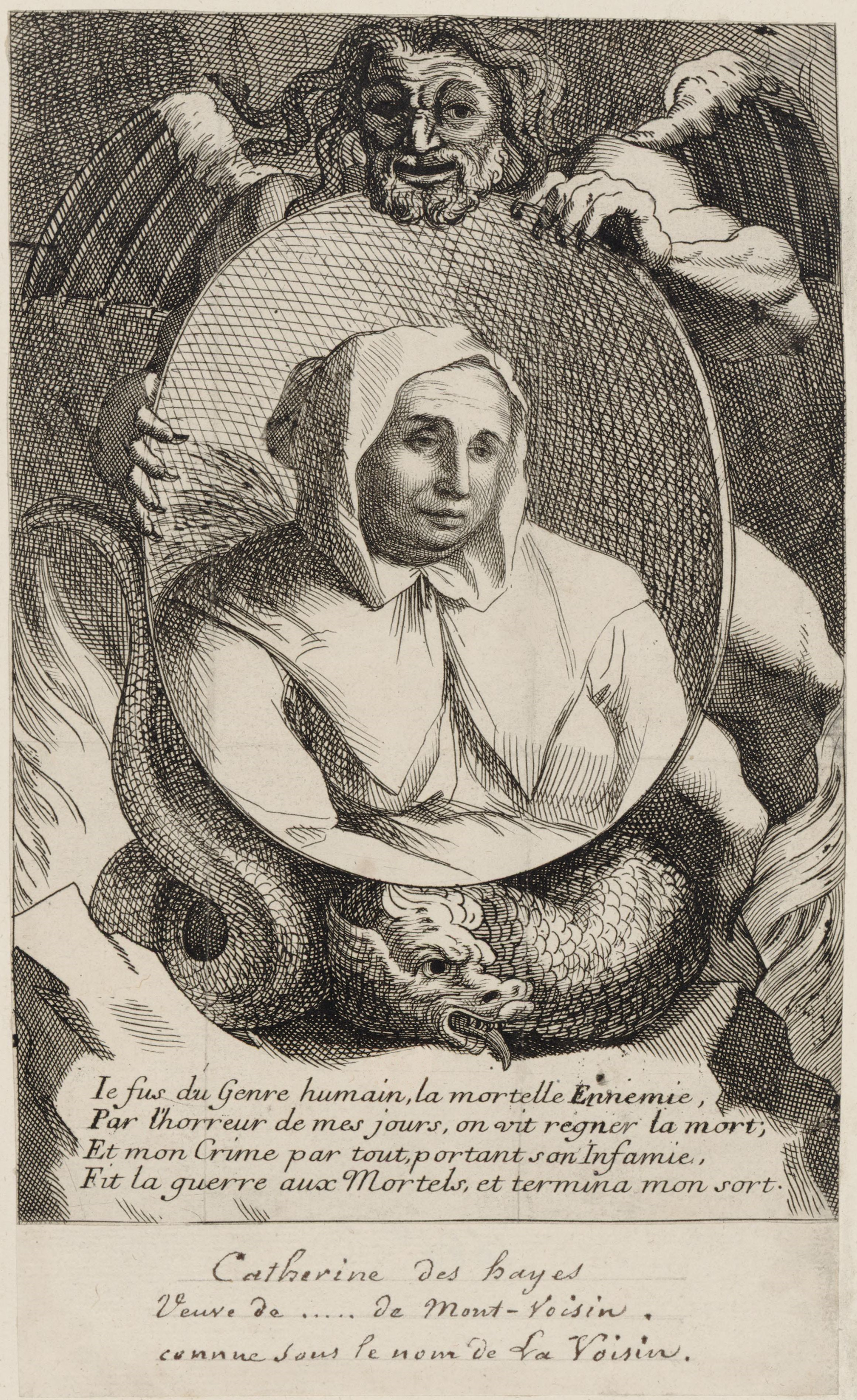
Ritratto di Catherine "La Voisin" Deshayes

Le rivelazioni degli accusati condussero a persone di alto rango e il re di Francia Luigi XIV fu costretto ad istituire la camera ardente, un tribunale speciale, volto a giudicare, senza possibilità di appello, gli imputati. Furono quindi menzionati personaggi noti e di alto lignaggio, prevalentemente donne, come Antoinette de Vivonne, Claude Marie du Roure, Francesco Enrico di Montmorency-Luxembourg, Jacqueline du Roure, Maria Anna Mancini, Olimpia Mancini e Pierre Bonnard.
Il luogotenente di polizia Gabriel Nicolas de la Reynie condusse un'indagine accurata da cui emerse che all'accusa di avvelenamento si aggiungevano altri crimini, tra i quali gli omicidi di bambini neonati, verificatisi durante le messe nere celebrate da sacerdoti scomunicati, celebre l'abate Étienne Guibourg, orge sataniche e profanazioni di ostie consacrate, contraffazioni di valute. Una delle svolte chiave dell'inchiesta fu il ritrovamento del diario in cui la Voisin aveva segnato i nomi di tutti i suoi clienti e i relativi compensi da loro ricevuti. La fattucchiera aveva anche aiutato una lunga serie di dame ad abortire clandestinamente.

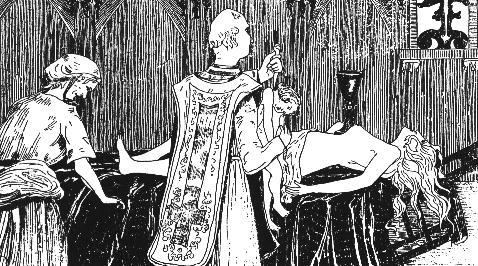
L'abate Étienne Guibourg celebra una messa nera sul corpo vivo di Françoise-Athénaïs di Montespan in presenza di Catherine "La Voisin" Deshayes

Ma lo zelo di La Reynie celò la lotta tra Francesco Michele Le Tellier de Louvois, ministro della guerra, e Jean-Baptiste Colbert, ministro delle finanze: un'inchiesta segreta parallela disposta da Louvois per conto del re svelò che i più illustri accusati erano parenti o amici di Colbert. La camera ardente, il tribunale speciale istituito dal re per l'indagine sui veleni, pronunciò contro i personaggi 36 condanne a morte, più altre alla prigionia. Fu scelto questo nome perché la stanza in cui si verificavano i processi era ornata con drappi neri e fiaccole, la giuria era formata da membri illustri, tra cui il capo della polizia La Reynie. Il re seguiva personalmente l'avanzamento delle indagini e le incarcerazioni, che durarono dal 1679 al 1682, di cui sono documentate oltre 210 sedute. Oltre alle 36 condanne a morte si contano 23 esiliati, 5 condannati all'ergastolo, molti destinati ad essere sorvegliati a vita.
La Voisin fu condannata al rogo e giustiziata il 22 febbraio 1680 in Piazza de Grève. Dopo la sua esecuzione, sua figlia Marguerite Monvoisin chiamò in causa Françoise-Athénaïs di Montespan, la quale aveva intrattenuto rapporti con sua madre per ottenere dei preparati atti a risvegliare l'amore del re per lei e partecipato ad alcuni esorcismi. Tra le accuse della favorita vi era quella di aver partecipato a diverse messe nere in cui venivano sacrificati a Satana dei neonati, figli di popolane impossibilitate a prendersene cura. Tuttavia la Montespan, per disposizione del re, fu risparmiata e i suoi accusatori rinchiusi nelle fortezze reali. Le accuse a Madame de Montespan non furono mai totalmente confermate, il re però fece improvvisamente chiudere le indagini e chiese di bruciare tutte le carte che riguardavano la sua favorita. La Montespan, madre di sei figli legittimati del re, rimase a corte ma, caduta in disgrazia, fu relegata in esilio in un convento parigino, ove visse per dieci anni prima di morirvi. La camera ardente fu sciolta nel 1682 per ordine del sovrano.

## Imputati

### Professionisti
| Imputato                                       | Ruolo                                                                   | Pena                                  |
| ---------------------------------------------- | ----------------------------------------------------------------------- | ------------------------------------- |
| Adam Coeuret soprannominato Lesage (il saggio) | mago, partecipante alle messe nere, socio di La Voisin                  | imprigionato al Château de Besançon   |
| Anne Cheron                                    | fruttivendola, fornitrice di oggetti per i rituali magici               | giustiziata nel giugno 1679           |
| Anne Poligny                                   | avvelenatrice                                                           | giustiziata nel luglio 1681           |
| Anne Meline                                    | avvelenatrice, socia di Marguerite Joly                                 | impiccata del dicembre 1681           |
| Bertrand                                       | avvelenatore, socio di La Voisin                                        | imprigionato al Château de Salces     |
| Catherine "La Voisin" Deshayes                 | chiromante, avvelenatrice                                               | bruciata sul rogo il 22 febbraio 1680 |
| Catherine Lepère                               | abortista                                                               | giustiziata nel giugno 1679           |
| Catherine Leroy                                | socia di La Voisin e di La Chaboissiere                                 | imprigionata a Belle-Île-en-Mer       |
| Catherine Trianon                              | avvelenatrice, socia di La Voisin                                       | imprigionata                          |
| Christophe Moreau                              | mago, avvelenatore                                                      | giustiziato nel settembre 1681        |
| Denis Poculot                                  | alchimista, amante di La Voisin                                         | imprigionato                          |
| Denise Sandosme                                | avvelenatrice                                                           | impiccata nel luglio 1681             |
| Étienne Debray                                 | socio di Deschault                                                      | giustiziato nel settembre 1681        |
| Étienne Guibourg                               | abate, partecipante alle messe nere, socio di La Voisin                 | imprigionato al Château de Besançon   |
| François Belot                                 | socio di La Voisin                                                      | giustiziato nel giugno 1679           |
| François Boucher                               | astrologo                                                               | imprigionato al Château de Salces     |
| François Mariotte                              | abate, socio di La Voisin e di Lesage                                   | imprigionato                          |
| Françoise Filastre                             | avvelenatrice                                                           | giustiziata nel 1680                  |
| Giles Davot                                    | partecipante alle messe nere, socio di La Voisin                        | giustiziato nel 1681                  |
| Jacques Cotton                                 | partecipante alle messe nere, socio di La Voisin                        | bruciato sul rogo nel 1680            |
| Jacques Deschault                              | mago                                                                    | giustiziato nel 1681                  |
| Jean Bartholominat La Chaboissiere             | servo di Louis de Vanens                                                | giustiziato il 16 luglio 1682         |
| Jeanne Chanfrain                               | amante di Guibourg                                                      | sconosciuta                           |
| Jeanne Leroux                                  | socio di La Voisin                                                      | giustiziata nell'aprile 1680          |
| La Belliére                                    | chiromante                                                              | imprigionata                          |
| La Dodée                                       | avvelenatrice                                                           | imprigionata                          |
| La Pelletière                                  | chiromante, fornitrice di bambini per le messe nere, socio di La Voisin | imprigionata a Belle-Île-en-Mer       |
| La Poignard                                    | partecipante alle messe nere                                            | imprigionata                          |
| La Poulain                                     | socio di La Voisin                                                      | imprigionata a Belle-Île-en-Mer       |
| La Salomond                                    | avvelenatrice                                                           | imprigionata                          |
| Latour                                         | socio di La Voisin                                                      | imprigionato al Château de Salces     |
| Louis de Vanens                                | alchimista                                                              | imprigionato a St. Andre de Salins    |
| Louis Galet                                    | avvelenatore                                                            | imprigionato al Château de Besançon   |
| Louise Duscoulcye                              | avvelenatrice, amante di Dalmas                                         | sconosciuta                           |
| Louison Desloges                               | socio di Marguerite Joly                                                | impiccato nel dicembre 1681           |
| Madame Guesdon                                 | avvelenatrice                                                           | imprigionata                          |
| Magdelaine Chapelain                           | chiromante, socio di Filastre                                           | imprigionata a Belle-Île-en-Mer       |
| Maitre Pierre                                  | avvelenatore                                                            | imprigionato                          |
| Margot                                         | serva di La Voisin                                                      | imprigionata a St. Andre de Salins    |
| Marguerite Delaporte                           | avvelenatrice, socio di La Voisin                                       | imprigionata a Belle-Île-en-Mer       |
| Marguerite Joly                                | chiromante, avvelenatrice                                               | bruciata sul rogo nel dicembre 1681   |
| Marguerite Monvoisin                           | figlia di La Voisin                                                     | imprigionata a Belle-Île-en-Mer       |
| Marie Bosse                                    | chiromante, avvelenatrice                                               | bruciata sul rogo l'8 maggio 1679     |
| Marie Bouffet                                  | abortista, socio di Marguerite Joly                                     | impiccata nel dicembre 1681           |
| Marie de Bachimont                             | alchimista, socio di Louis de Vanens, moglie di Roger de Bachimont      | imprigionata a St. Andre de Salins    |
| Marie Vigoreaux                                | socia di Marie Bosse                                                    | morta sotto tortura nel maggio 1679   |
| Martine Bergerot                               | chiromante                                                              | sconosciuta                           |
| Mathurin Barenton                              | avvelenatore                                                            | giustiziato nel settembre 1681        |
| P. Dalmas                                      | socio di La Chaboissiere                                                | rinchiuso in un riformatorio          |
| Pierre Cadelan                                 | socio di Louis de Vanens                                                | imprigionato                          |
| Roger de Bachimont                             | alchimista, socio di Louis de Vanens                                    | imprigionato a St. Andre de Salins    |
| Romani                                         | avvelenatore, socio di La Voisin                                        | imprigionato al Château de Besançon   |
| Vautier                                        | avvelenatore, socio di La Voisin                                        | imprigionato                          |

### Clienti
| Imputato                                   | Cliente di           | Pena                                                                                           |
| ------------------------------------------ | -------------------- | ---------------------------------------------------------------------------------------------- |
| Anne Carada                                | Deschault e Debray   | giustiziata il 25 giugno 1681                                                                  |
| Antoine de Pas                             | La Voisin            | mai processato                                                                                 |
| Antoinette de Vivonne                      | La Voisin e Filastre | mai processata                                                                                 |
| Benigne                                    | La Voisin            | fuggì dalla Francia per evitare il processo; in seguito le fu concesso di rientrare            |
| Catherine Bonnières                        | La Voisin            | impiccata                                                                                      |
| Claude Marie du Roure                      | La Voisin e Lesage   | assolta nel marzo 1680, ma bandita da Parigi                                                   |
| Francesco Enrico di Montmorency-Luxembourg | La Voisin            | imprigionato e poi liberato                                                                    |
| Françoise-Athénaïs di Montespan            | La Voisin            | assolta                                                                                        |
| Françoise de Dreux                         | La Voisin            | esiliata da Parigi                                                                             |
| Jaqqueline du Roure                        | La Voisin e Lesage   | fuggì dalla Francia per evitare il processo; vi fece ritorno nel 1686, ma fu bandita da Parigi |
| Jean Maillard                              | Moreau               | giustiziato nel febbraio 1682                                                                  |
| Louis de Guilhem de Castelnau              | Lesage               | fuggì dalla Francia per evitare il processo; vi fece ritorno nel 1691                          |
| Madame Cottard                             | Lesage               | rimproverata e sanzionata                                                                      |
| Madame Desmaretz                           | Lesage               | sanzionata                                                                                     |
| Madame Ferry                               | La Voisin            | giustiziata nel maggio 1679                                                                    |
| Madame Lescalopier                         | Poligny e Sandosme   | fuggì dalla Francia per evitare il processo                                                    |
| Madeleine de la Ferte                      | La Voisin            | assolta                                                                                        |
| Marguerite Leféron                         | La Voisin            | sanzionata ed esiliata da Parigi                                                               |
| Maria Anna Mancini                         | La Voisin            | bandita dalle province francesi                                                                |
| Marie Brissart                             | La Voisin e Lesage   | sanzionata ed esiliata                                                                         |
| Marie de Broglio                           | La Voisin            | mai processata                                                                                 |
| Marie Louise Charlotte                     | La Voisin            | assolta                                                                                        |
| Marie Vertemart                            | La Voisin            | rinchiusa in un riformatorio                                                                   |
| Olimpia Mancini                            | La Voisin            | esiliata                                                                                       |
| Pierre Bonnard                             | Lesage               | imprigionato nel maggio 1680                                                                   |